# Neutrodynage
Le neutrodynage est une technique de réaction négative (contre-réaction locale) utilisée pour stabiliser l'effet de la capacité parasite base-collecteur (dans le cas d'un transistor bipolaire), grille-drain (pour un transistor à effet de champ) ou grille-anode (pour un tube à vide) dans un amplificateur (et donc stabilise le gain car la capacité parasite du tube ou autre se retrouve en parallèle - comme elle est très faible, c'est la valeur de la capacité ajoutée qui prédomine). La valeur de la capacité parasite d'origine étant dépendante du gain (effet Miller), le fait d'ajouter une capacité va permettre de contrer la non-linéarité du gain aux hautes fréquences. Ceci peut s'appliquer aux transistors comme aux tubes. Cette capacité ajoutée est très utile dans le cas des amplificateurs sans contre-réaction globale.
Le principe est le suivant : on relie une capacité de faible valeur de préférence non polarisée, dite de neutrodynage, entre la base (ou la grille) et un point du circuit dont le potentiel varie en opposition de phase avec le collecteur (ou drain, ou anode). On règle cette capacité pour que le signal injecté sur la base (ou la grille) soit de même amplitude que le signal injecté par la capacité parasite (base-collecteur, grille-drain ou grille-anode) ; comme il est en opposition de phase avec ce dernier, il le compense. Cette capacité se calcule de cette façon pour un tube mais également pour les transistors : on choisit la fréquence à partir de laquelle on veut qu'elle entre en action (dans l'exemple 20000 Hz). L'impédance vue par la grille d'un tube est la résistance en parallèle sur la grille, par exemple  
Z = impédance vue par la grille ou la base, ici Z=R
f= fréquence ici 20000 Hz dans l'exemple
{\displaystyle C={\frac {1}{2\pi fZ}}}
{\displaystyle C={\frac {1}{2\pi \times 20000\times 100000}}=79e-12~\mathrm {F} }
Soit 79 picofarad. La valeur la plus proche est 82 pF.
Avec 82 pF on coupera un peu plus bas (19409 Hz) la fréquence mais c'est sans gravité pour l'écoute. Plus faible pourrait retirer le bénéfice de cette capacité.